# 庫扎大公鄉 (康斯坦察縣)
44°18′0″N 28°19′0″E / 44.30000°N 28.31667°E
庫扎大公鄉（羅馬尼亞語：Comuna Cuza Vodă, Constanța），是羅馬尼亞的鄉份，位於該國西南部，由康斯坦察縣負責管轄，面積49平方公里，海拔高度19米，2007年人口3,486，人口密度每平方公里71人。